# Saulės kliošas
Saulės kliošas ist eine litauische Band, die seit 2000 existiert. Einflüsse der Band sind Jazz, Funk und Disco.

## Geschichte
Saulės kliošas wurde im Jahr 2000 in Vilnius gegründet. Nach einem erfolgreichen Auftritt bei einem Musikwettbewerb entschied sich die Gruppe, weiterhin Musik zu machen. Schon im selben Jahr konnte sie den nationalen Wettbewerb Laiptai gewinnen und nahm erfolgreich an weiteren verschiedenen Wettbewerbe in den Folgejahren teil, u. a. beim jährlich stattfindenden Nida-Festival.

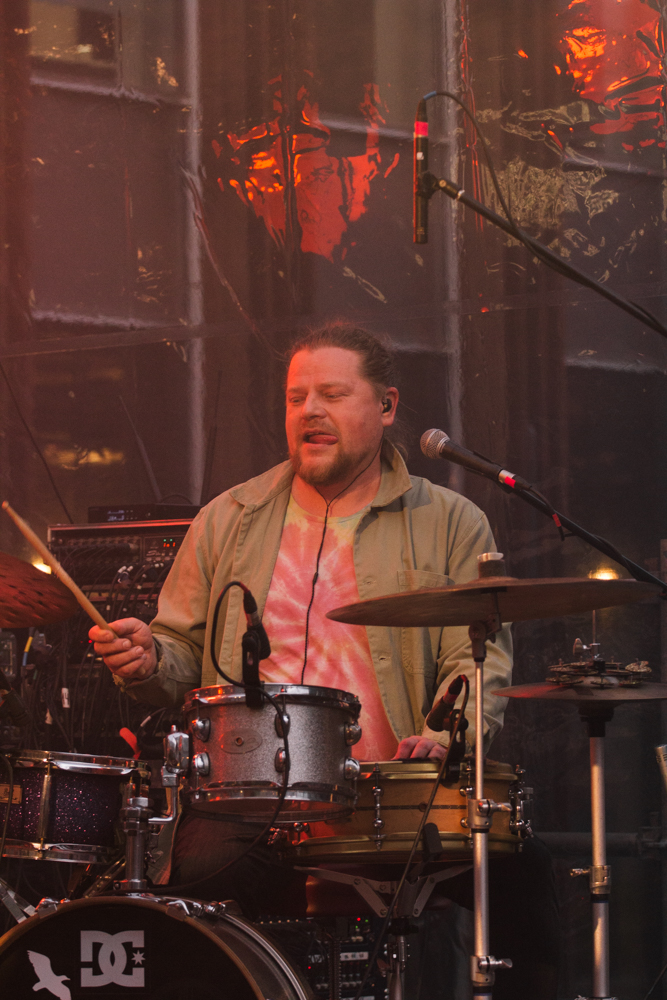
Bandleader Laurynas Šarkinas (2022)

Die Sängerin Viktorija Ivanovskaja verließ jedoch 2004 die Band. Auf sie folgte Daiva Starinskaitė, die mit der Band 2004 deren erstes Album Stubidubap beim Label Intervid aufnahm. Auch Starinskaitė verließ die Band nach vier Jahren und zog nach London. Sie wurde 2008 durch ihre Schwester Justė Starinskaitė ersetzt.
Die vom Schlagzeuger Laurynas Šarkinas angeführte Gruppe wird in den Bereichen des Jazz, Funk und Disco eingeordnet. Seit ihrer Gründung nimmt die Gruppe regelmäßig am Kaunas-Jazz-Festival teil. Nach einer fünfjährigen Unterbrechung trat die Band 2025 wieder am Festival auf.
Die Single Paskambink Man erreichte im Jahre 2024 Goldstatus in den litauischen Charts.

## Vorentscheidungen zum Eurovision Song Contest
Die Band nahm mehrfach an verschiedenen litauischen Vorentscheidungen zum Eurovision Song Contest teil. 2022 nahm sie nicht teil, trat aber im Rahmenprogramm mit ihrem Titel Šokių Aikštelėje auf. Trotz mehrerer Teilnahmen in der Vergangenheit plane die Band nicht, erneut an einer Vorentscheidung teilzunehmen. Begründet wurde dies mit dem Wesen des Vorentscheides, dessen Gewinner eher den Trends des europäischen Wettbewerbes folgen. Weiterhin sei der Fokus stärker auf die Show gerichtet und der Band sei es nicht möglich im Gegensatz zu ihren Konzerten, live zu spielen.
| Jahr | Titel                | Platzierung          |
| ---- | -------------------- | -------------------- |
| 2002 | Singing in the Night | 3/15                 |
| 2004 | Stobidubap           | 7/18                 |
| 2005 | Discoholic           | 5/20                 |
| 2006 | Back to the Future   | 14/16                |
| 2007 | Tell Me Why          | 5/11                 |
| 2009 | Saulė                | 9/10                 |
| 2010 | Tu Atėjai            | 6/11 (Vorrunde)      |
| 2018 | Įkvėpk Ir Nepaleisk  | 6/7 (2. Halbfinale)  |
| 2019 | Laiko mašina         | 9/12 (1. Halbfinale) |

## Diskographie

### Alben
- 2004: Stubidubap
- 2012: Energy
- 2024: Meilės mieste

### Singles
- 2015: Ar Tu Jauti?
- 2018: Įkvėpk Ir Nepaleisk
- 2019: Laiko Mašina
- 2019: Tada Kada
- 2020: Vis Dar
- 2020: Paskambink Man (LT: Gold)[10]
- 2020: Tu Ne Vienas
- 2021: Pamatyti Tave
- 2021: Šokių Aikštelėje (mit Leon Somov)
- 2022: Tam Pačiam Laike
- 2023: Meilės Mieste
- 2024: Melotronas
- 2025: Nida